# 엔케팔린
엔케팔린(영어: enkephalin)은 신체의 통각(통증 감각)을 조절하는 데 관여하는 펜타펩타이드이다. 엔케팔린은 신체 내부에서 유래(따라서 내인성)되고 신체의 오피오이드 수용체에 리간드로 결합하기 때문에 내인성 리간드라고 한다. 1975년에 발견된 엔케팔린에는 두 가지 형태가 있는데, 하나는 류신("Leu")을 함유하고 있고, 다른 하나는 메티오닌("Met")을 함유하고 있다. 둘 다 프로엔케팔린 유전자의 산물이다.
- Met-엔케팔린은 Tyr-Gly-Gly-Phe-Met이다.
- Leu-엔케팔린은 Tyr-Gly-Gly-Phe-Leu이다.

## 내인성 오피오이드 펩타이드
신체에서 생성되는 오피오이드 펩타이드에는 엔케팔린, β-엔도르핀, 디노르핀의 세 가지 뚜렸한 특징이 있는 계열이 있다. Met-엔케팔린 펩타이드 서열은 엔케팔린 유전자에 의해 암호화되어 있으며, Leu-엔케팔린 펩타이드 서열은 엔케팔린 유전자와 디노르핀 유전자에 의해 암호화되어 있다. 프로오피오멜라노코르틴(POMC) 유전자도 β-엔돌핀의 N-말단에 메트-엔케팔린 서열을 포함하지만, 엔돌핀 펩타이드는 엔케팔린으로 처리되지 않는다.

## 스트레스에 미치는 영향
엔케팔린은 신경펩타이드로 간주되는데, 인체에서는 뇌에서 중요한 신호전달 분자 역할을 한다. 엔케팔린은 뇌와 부신속질 세포에서 높은 농도로 발견된다. 통증에 반응하여 투쟁 도피 반응에서 활성화되는 호르몬인 노르에피네프린이 엔도르핀과 함께 방출된다. 2017년의 연구에 따르면 이 펜타펩타이드는 스트레스 반응 중의 뇌 기능, 특히 해마와 전전두엽피질과 연관이 있는 것으로 나타났다. 이 연구에서는 스트레스 반응의 일부로 여러 Met-엔케팔린 유사체의 해마 활성이 증가한 반면, Leu-엔케팔린 유사체와 소마토스타틴은 스트레스 동안 하향 조절된다는 것을 보여주었다. 스트레스 요인은 특정 뇌 영역에만 작용하는 신경펩타이드에 영향을 미칠 수 있다.

## 엔케팔린 수용체
엔케팔린에 대한 수용체는 델타-오피오이드 수용체와 뮤-오피오이드 수용체이다. 오피오이드 수용체는 G-단백질 연결 수용체의 그룹이며, 다른 오피오이드도 리간드로 포함된다. 다른 내인성 오피오이드는 디노르핀(카파 수용체에 결합), 엔도르핀(뮤 수용체), 엔도모르핀, 노시셉틴/오르파닌 FQ이다. 오피오이드 수용체는 소마토스타틴 수용체(SSTR)와 약 40%가 동일하다.

## 같이 보기
- 엔도르핀
- 엔케팔리네이스
- 오피오이드 펩타이드
- 라세카도트릴
- RB-101